# Amyema haematodes
Amyema haematodes là một loài thực vật có hoa trong họ Loranthaceae. Loài này được (O.Schwarz) Danser mô tả khoa học đầu tiên năm 1933.